# اگر تو تنها دختر در این دنیا بودی

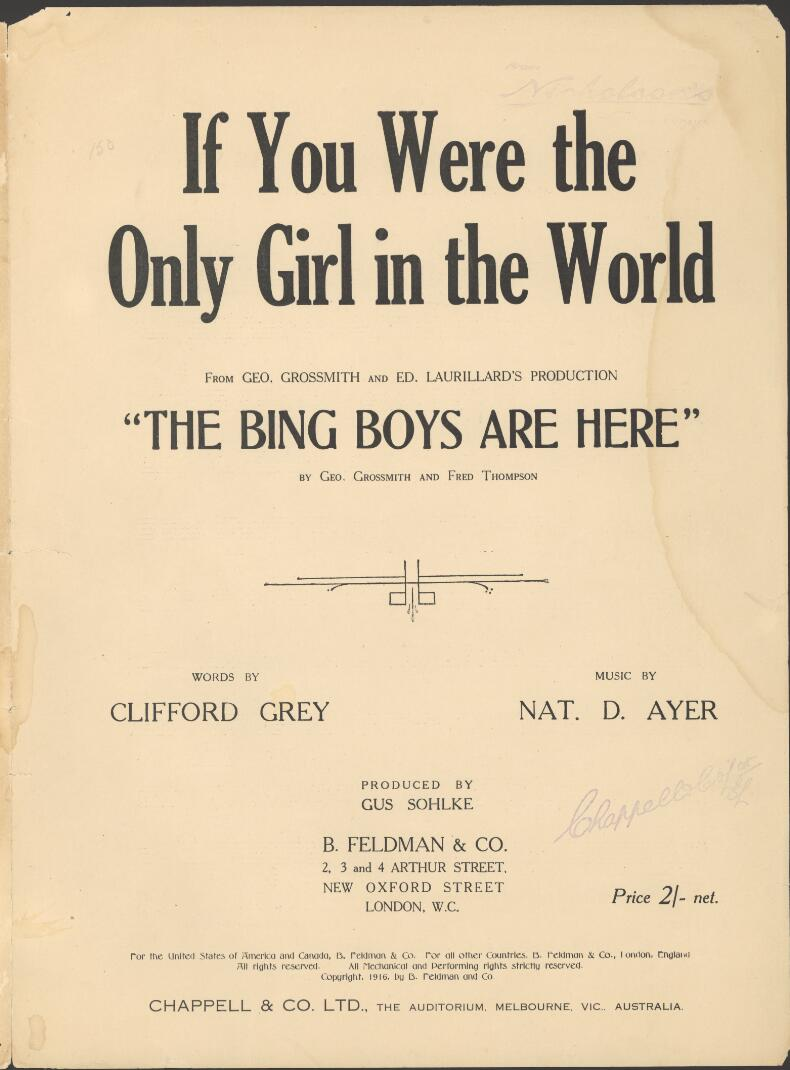

اگر تو تنها دختر در این دنیا بودی (انگلیسی: If You Were the Only Girl (In the World)) نام یک ترانه عامه‌پسند مشهور است که در سال ۱۹۱۶ میلادی منتشر شد.
نویسنده شعر این ترانه، کلیفورد گری و آهنگ‌ساز آن نت دی. آیر بود. این ترانه مجدداً در سال ۱۹۴۶ میلادی بازخوانی شد و پس از آن، خوانندگان و هنرمندان بسیاری آن را بازاجرا کرده‌اند که از آن میان می‌توان به دو خوانی دوریس دی و گوردون مک‌ری، پری کومو و همچنین باربارا استرایسند با همکاری پیتر مَتز اشاره نمود.
این ترانه نخستین بار در ۱۹ آوریل ۱۹۱۶ در مراسم آغازین جُنگ نمایشیِ «بینگ بویز آر هی‌یر» در سالن مشهورِ نمایشِ «الحمرا» در «لِستر اسکوئر» واقع در وست اند لندن، توسط جرج رابی (در نقش لوسیوس بینگ) و وایولت لورن (در نقش اِما) اجرا شد.
از دیگر اجراکنندگان مشهور می‌توان به پری کومو، انتان لاوی و دانلد پیرز اشاره کرد.
نسخه‌های متفاوتی از این ترانه، در فیلم‌های عاشق خانه‌به‌دوش (۱۹۲۹)، امگا من (۱۹۷۱) و پل رودخانه کوای (۱۹۵۷) و مجموعه‌های تلویزیونی افسون‌شده (۲۰۰۰)، دوشس خیابان دوک (۱۹۷۷) و دانتون ابی (۲۰۱۱) نیز بکار رفته است.